# Sántos
Sántos è un comune dell'Ungheria di 578 abitanti (dati 2004) situato nella contea di Somogy, nell'Ungheria centro-occidentale.